# Hypodryas altaiana
Hypodryas altaiana är en fjärilsart som beskrevs av Wnukowsky 1929. Hypodryas altaiana ingår i släktet Hypodryas och familjen praktfjärilar. Inga underarter finns listade i Catalogue of Life.